# Microsema icaunaria
Microsema icaunaria är en fjärilsart som beskrevs av Walker 1860. Microsema icaunaria ingår i släktet Microsema och familjen mätare. Inga underarter finns listade i Catalogue of Life.